# Château de Chabanoles
Le château de Chabanoles est un édifice situé à Retournac, en France.

## Localisation
Le château est situé sur le territoire de la commune de Retournac, dans le département  de la Haute-Loire, en région Auvergne-Rhône-Alpes.

## Description
Cette ancienne maison forte appartient à la catégorie de petites maisons rurales. Elle présente un corps de logis presque carré, flanqué au nord et au sud par deux tours rondes demi hors-œuvre ; à l'ouest et à l'est par deux échauguettes dont seuls les culs-de-lampes subsistent. La façade méridionale donne sur une cour entourée de bâtiments agricoles. Autrefois, un portail extérieur y donnait accès. La porte d'entrée du corps de logis se compose d'une baie au décor classique, probablement rajouté au début du XVIIe siècle. Deux pieds-droits formant pilastres supportent un linteau sculpté de deux glyphes intercalés entre trois métopes où figurent des monogrammes religieux. Ce linteau supporte une imposte à grillage placée entre deux tables et éclairant le vestibule. Un fronton triangulaire amortit l'ensemble. À l'aplomb de cette porte subsistent quatre consoles surmontant la fenêtre du premier étage, qui soutenaient autrefois une bretèche défensive. Des figures humaines ou animales forment les culots des consoles, dénotant une création tardive de l'époque médiévale. À l'intérieur, boiseries et décors peints.

## Historique
La seigneurie de Chabanoles est mentionnée pour la première fois en 1190 (villa citée dans le cartulaire de Chamalières), appartint aux seigneurs de Chabanolles de 1309 à 1534, puis aux Terrasse de Chabanolles (le premier connu est notaire royal et lieutenant de Roche-en-Régnier) de 1534 à 1653, puis aux Jourda de Vaux. 
À partir de 1650, l'édifice connaît plusieurs remaniements, en particulier le rajout du portail classique et le remplacement de l'escalier en vis par un escalier droit à mur d'échiffre.
Le château est inscrit au titre des monuments historiques par arrêté du 8 février 1986.